# Klara Maučec
Klara Maučec (ur. 12 grudnia 1977 w Ankaranie) – słoweńska żeglarka sportowa, olimpijka.
Zawodniczka trzykrotnie reprezentowała swój kraj na igrzyskach olimpijskich: 2000 (470 – 17. miejsce wraz z Janją Orel), 2004 (470 - 4. miejsce w parze z Vesną Dekleva) i 2008 (470 – 13. miejsce w parze z Vesną Dekleva. W 2004 zdobyła, wraz z Vesną Dekleva, srebro na mistrzostwach świata w klasie 470.